# John "Faxe" Jensen
John "Faxe" Jensen (født 3. maj 1965) er en dansk tidligere fodboldspiller og midlertidig fodboldtræner for det danske landshold. Han gjorde sig kendt ved europamesterskabet i fodbold 1992, hvor han scorede det første mål i finalen, hvilket gjorde det danske fodboldlandshold til Europamester. Han blev kåret til Årets Fodboldspiller i Danmark i 1987.
Han debuterede på landsholdet i 1986 og spillede i alt 69 landskampe, før han sluttede i 1995. I sine landskampe scorede han 4 mål, bl.a. altså det berømte i EM-finalen på Nya Ullevi i Göteborg, hvor han om bolden kommenterede "Jeg vil sige som Store: Jeg ramte den lige i røven.".
"Faxe" spillede i Brøndby IF indtil 1988, hvorefter han skiftede til Hamburger SV. I 1989 vendte han tilbage til Brøndby. I 1992-1995 spillede han for engelske Arsenal FC. Han blev i 2004 valgt som en af de dårligste udlændinge i Arsenal F.C.s historie. Men i 1996 var han atter tilbage i Brøndby, og endelig fra 1999 i Herfølge Boldklub. Her var han samtidig cheftræner og i 2000 førte han sensationelt holdet til tops i Superligaen og gjorde holdet til Danmarksmester i fodbold. Han blev kåret til Årets Træner i Danmark i 2000. Men eventyret i den sjællandske stationsby fortsatte ikke. Året efter rykkede Herfølge ud af Superligaen.
Fra 2002 valgte han at blive assistenttræner i Brøndby IF under Michael Laudrup. Her blev det blandt andet til et mesterskab i sæsonen 2004-2005. Trænerparret stoppede dog efter en skuffende 2005-2006 Superligasæson som bragte en andenplads efter F.C. København.
Den 9. juli 2007 offentliggjorde den spanske La Liga klub Getafe, at den havde ansat Michael Laudrup og John Faxe Jensen som ny trænerduo for to år. Den danske trænerduo valgte dog at stoppe i klubben efter en enkelt sæson.
Fra 12. januar 2009 afløste han Colin Todd som cheftræner i Randers FC. 6. oktober samme år blev han fyret fra klubben.
Kælenavnet Faxe fik John Jensen som ungdomsspiller under et stævne i Sverige. De ældre spillere var blevet trætte af ham og tog en øl af mærket Faxe og døbte ham med en gang bukse-øl. 
"Faxe" blev den 11. oktober 2012 ansat som konsulent for trænerteamet i Brøndby IF. Dette job havde han indtil sommeren 2013.
Som følge af konflikten mellem Spillerforeningen og DBU om vilkår for optrædener på det danske landshold blev landstræner Åge Hareide sendt på ferie, og John Jensen blev udpeget som midlertidig landstræner.
I den danske spillefilm Sommeren '92 bliver Faxe spillet af Esben Smed.